# Arkan Simaan
Arkan Simaan (Líban, 1945) és un escriptor, assagista i historiador de la ciència libanès de parla francesa.
Emigrat amb la seva família al Brasil als dos anys, va entrar al moviment trotskista a la Universitat de São Paulo els anys 1960-70. Perseguit per les seves idees, es va refugiar a França on va reprendre els estudis de física. Va obtenir l'Agrégació de Física.
L'any 2012 va ser un dels fundadors de l'associació Planète Amazone i va treballar com a traductor del cap Kayapó Raoni Metuktire durant els seus viatges per Europa.
Arkan Simaan és membre del Comitè de Patrocini Científic de l'Associació Francesa d'Informació Científica.

## Obres
- L'Image du monde des Babyloniens à Newton (La imatge del món des dels babilonis fins a Newton) amb Joëlle Fontaine, Adapt editions, 1998. ISBN 978-2-35656-011-7

- « Cette sentence vous fait plus peur qu'à moi-même : Giordano Bruno » (“Aquesta frase et fa més por que a mi: Giordano Bruno”), Cahiers racionalistes, febrer de 2000. Biografia de Giordano Bruno amb motiu del quart centenari de el seu calvari.

- La Science au péril de sa vie. Les aventuriers de la mesure du monde (La ciència al risc de la seva vida. Els aventurers de la mesura del món), prefaci de Jean-Claude Pecker, coedició Vuibert i Adapt, octubre de 2001. ISBN 978-2-711753475 "Premi especial del llibre d'astronomia" l'any 2002.

- Vénus devant le Soleil – comprendre et observer un phénomène astronomique (Venus davant del Sol. Comprendre i observar un fenomen astronòmic), prefaci de Jean-Claude Pecker, coedició Vuibert i Adapt, 2003. Editat per Arkan Simaan amb Jacques Blamont, Guillaume Cannat, Yves Delaye, Michel Laudon, Jean-Pierre Luminet, Steven M. Van Roode i David Sellers. ISBN 978-2-909680-57-6 També ha participat en la redacció d'aquest llibre dedicat al pas de Venus per davant del Sol (8 de juny de 2004):

- L'Image du monde de Newton à Einstein (La imatge del món de Newton a Einstein), prefaci de Jean-Claude Pecker, coedició Vuibert i Adapt, 2005. ISBN 978-2-711753796

- Le Paradoxe de la science : Fritz Haber (La paradoxa de la ciència: Fritz Haber), dins Cahiers rationalistes n. 579, novembre-desembre 2005.

- L'Écuyer d'Henri le Navigateur (L'escuder d'Henri el navegant), Éditions L'Harmattan, 2007. ISBN 85-359-0404-2 Novel·la històrica basada en cròniques medievals.
- * "Un marin en Terre des perroquets", (Ancre de marine éditions, Saint-Malo, 2024), 156 p. ISBN 2841414787 ; ISBN 978-2841414789
- Viens, on s’en va ! – Immigration, dictature, exil, Éditions Zinédi, 2025 (Nascut al Líban, l'autor relata la seva immigració al Brasil, el seu compromís polític contra la dictadura brasilera, la seva detenció i el seu exili a França, on va esdevenir professor associat de física i després activista per la defensa dels boscos i els pobles indígenes).[10][11][12]